# Telemaniak
Telemaniak (ang. The Cable Guy) – amerykańska czarna komedia z 1996 roku w reżyserii Bena Stillera.

## Fabuła
Młody architekt, Steven Kovacs, przeprowadza się do nowego mieszkania i postanawia zainstalować sobie telewizję kablową. Wkrótce w mieszkaniu Stevena pojawia się instalator kablówki, ekscentryczny Chip Douglas, który uznaje Stevena za idealnego kandydata na przyjaciela.

## Obsada
- Jim Carrey – Ernie „Chip” Douglas[4]
- Matthew Broderick – Steven M. Kovacs[4]
- George Segal – Earl Kovacs[4]
- Leslie Mann – Robin Harris[4]
- Diane Baker – matka Stevena[4]
- Jack Black – Rick[4]
- Eric Roberts – Eric Roberts[4]
- Ben Stiller – Sam Sweet/Stan Sweet[4]
- Owen Wilson - chłopak Robin[4]

## Ścieżka dźwiękowa
1. „I'll Juice You Up” – Jim Carrey
2. „Leave Me Alone” – Jerry Cantrell
3. „Standing Outside a Broken Phone Booth with Money in My Hand” – Primitive Radio Gods
4. „Blind” – Silverchair
5. „Oh! Sweet Nuthin'” – $10,000 Gold Chain
6. „End of the World is Coming” – David Hilder
7. „Satellite of Love” – Porno for Pyros
8. „Get Outta My Head” – Cracker
9. „Somebody to Love” – Jim Carrey
10. „The Last Assassin” – Cypress Hill
11. „This Is” – Ruby
12. „Hey Man, Nice Shot” (Promo-Only Remix) – Filter
13. „Unattractive” – Toadies
14. „Download” – Expanding Man
15. „This Concludes Our Broadcast Day” – John Ottman